# Croatia Open Umag 2022
Croatia Open Umag 2022 — тенісний турнір, що проходив на кортах з твердим покриттям у місті Умаг, Хорватія з  25 до 31 липня. Належав до категорії ATP 250, був турніром серії Відкритий чемпіонат Хорватії з тенісу 2022 року.

## Фінальна частина

### Одиночний розряд
Яннік Сіннер —  Карлос Алькарас 6–7(5–7), 6–1, 6–1

### Парний розряд
Сімоне Болеллі /  Фабіо Фоніні —  Ллойд Гласспул /  Гаррі Геліоваара 5–7, 7–6(8–6), [10–7]